# Михеевская (Устьянский район)
Михеевская — деревня в Устьянском районе Архангельской области.

## География
Находится в южной части Архангельской области на расстоянии приблизительно 58 км на север-северо-восток по прямой от административного центра района поселка Октябрьский на правобережье реки Устья.

## История
В 1859 году здесь (деревня Вельского уезда Вологодской губернии) было учтено 9 дворов. До 2022 года входила в Плосское сельское поселение до его упразднения.

## Население
Численность населения: 56 человек (1859 год), 26 (русские 96 %) в 2002 году, 13 в 2010.